# Mouss Diouf
Pierre Mustapha „Mouss“ Diouf (28. oktober 1964 – 7. juli 2012) var en senegalesisk-fransk, komiker, skuespiller og humorist.

## Skuespillerkarriere
Han blev født i Dakar. Diouf var mest kendt for hans hovedrolle i The Beast (La bête) og sin rolle som Baba i Asterix & Obelix: Mission Cleopatra.

## Filmografi
- 1968: Mandabi
- 1985: Parole de flic
- 1985: Billy Ze Kick
- 1987: Lévy et Goliath
- 1987: Mon bel amour, ma déchirure
- 1989: L'union sacrée
- 1989: Trouble
- 1989: 5150
- 1990: Au-delà de la vengeance
- 1990: Coma dépassé
- 1991: Loulou Graffiti
- 1991: Les époux ripoux
- 1991: Toubab bi
- 1991: On peut toujours rêvé
- 1991: Les secrets professionnels du Dr Apfelglück
- 1992: Loulou Graffiti
- 1993: Toxic Affair
- 1993: Coup de jeune
- 1995: Les anges gardiens
- 1996: Les 2 papas et la manman
- 1996: Le plus beau métier du monde
- 1997: Tortilla et cinéma
- 1997: Une femme très très très amoureuse
- 2001: Philosophale
- 2002: Au loin... l'horizon
- 2002: Asterix & Obelix: Mission Cleopatra
- 2002: The Race
- 2003: Méprise et conséquences
- 2003: Les grands frères
- 2005: La famille Zappon
- 2007: Ali Baba et les 40 voleurs
- 2007: Le sourire du serpent
- 2009: L'absence
- 2009: The Beast (La bête)

### Tv-serier
- "Navarro" (1991)
- "Berlin Lady" (1991)
- "Julie Lescaut" (1992-2006)
- "Inspecteur Médeuze" (1993)
- "Le Lyonnais" (1993)
- "Acapulco H.E.A.T." (1993)
- "H" (2000)
- "Kelif et Deutsch à la recherche d'un emploi" (2003)

## Død
Han døde den 7. juni, 2012 efter komplikationer fra et slagtilfælde.[kilde mangler]